# Mellansjön (Ragunda socken, Jämtland)
Mellansjön är en sjö i Ragunda kommun i Jämtland och ingår i Indalsälvens huvudavrinningsområde. Sjön har en area på 0,511 kvadratkilometer och ligger 333 meter över havet.

## Delavrinningsområde
Mellansjön ingår i det delavrinningsområde (702575-150822) som SMHI kallar för Utloppet av Mellansjön. Medelhöjden är 404 meter över havet och ytan är 16,87 kvadratkilometer. Det finns inga avrinningsområden uppströms utan avrinningsområdet är högsta punkten. Vattendraget som avvattnar avrinningsområdet har biflödesordning 3, vilket innebär att vattnet flödar genom totalt 3 vattendrag innan det når havet efter 147 kilometer. Avrinningsområdet består mestadels av skog (78 procent). Avrinningsområdet har 0,77 kvadratkilometer vattenytor vilket ger det en sjöprocent på 4,6 procent.